# Mein liebster Jesus ist verloren
Mein liebster Jesus ist verloren (BWV 154) ist eine Kirchenkantate von Johann Sebastian Bach. Er komponierte sie 1724 in Leipzig für den ersten Sonntag nach Epiphanias.

## Geschichte und Worte
Bach führte die Kantate in seinem ersten Jahr in Leipzig am Sonntag nach dem Epiphaniasfest (Erscheinung des Herrn), dem 9. Januar 1724, auf. Der Musikwissenschaftler Alfred Dürr vermutet, dass sie bereits in Weimar geschrieben wurde, während John Eliot Gardiner diese Sicht für die Sätze 1, 4 und 7 unterstützt. Die vorgeschriebenen Lesungen waren Röm 12,1–6  und Lk 2,41–52 , der zwölfjährige Jesus im Tempel. Der unbekannte Textdichter nimmt die Suche der Eltern nach ihrem verlorenen Sohn zum Anlass, in den beiden ersten Sätzen die Situation eines Christen darzustellen, der seinen Jesus verloren hat und ihn vergeblich sucht. Der dritte Satz ist ein Choral; die zweite Strophe von Martin Jahns Jesu, meiner Seelen Wonne, in der Jesus gebeten wird zurückzukehren. Satz vier wiederholt die Bitte in einer persönlichen Arie. Die Antwort wird von der Vox Christi (Stimme Christi) gegeben mit den Worten des Evangeliums „Wisset ihr nicht, daß ich sein muß in dem, das meines Vaters ist?“ Die Freude des Wiederfindens drückt eine Paraphrase von Hld 2,8  aus: „Da ist die Stimme meines Freundes! Siehe, er kommt und hüpft über die Berge und springt über die Hügel.“ Die Kantate endet mit der sechsten Strophe von Christian Keimanns Choral Meinen Jesum lass ich nicht.

## Besetzung und Aufbau
Wie Kantaten der Weimarer Zeit ist das Werk kammermusikalisch besetzt mit drei Solisten (Alt, Tenor und Bass), vierstimmigem Chor in den Chorälen, zwei Oboe d’amore, zwei Violinen, Viola und Basso continuo.
1. Aria (Tenor): Mein liebster Jesus ist verloren
2. Recitativo (Tenor): Wo treff ich meinen Jesum an
3. Choral: Jesu, mein Hort und Erretter
4. Aria (Alt): Jesu, laß dich finden
5. Arioso (Bass): Wisset ihr nicht, daß ich sein muß
6. Recitativo (Tenor): Dies ist die Stimme meines Freundes
7. Aria (Alt, Tenor): Wohl mir, Jesus ist gefunden
8. Choral: Meinen Jesum laß ich nicht

## Musik
In den drei Arien stellt Bach extreme Affekte dar: verzweifelte Trauer, Sehnsucht und Entzücken. Der ersten Arie unterlegt er eine ostinate Baßfigur, vergleichbar mit dem Chor Weinen, Klagen, Sorgen, Zagen. Erst die Violine, dann der Tenor tragen eine ausdrucksvolle Melodie vor, die beide mehrfach wiederholen. Der kontrastierende Mittelteil wird von Streicher-Tremoli in kühnen Harmonien grundiert. Die zweite Arie wird von zwei Oboe d’amore und Unisono-Streichern begleitet, ohne Continuo. Ähnlich wie in der Sopran-Arie Aus Liebe will mein Heiland sterben aus Bachs Matthäus-Passion beschreibt das Fehlen des Fundaments Zerbrechlichkeit und Unschuld. Die Freude des Findens spiegelt sich in einem Duett von Alt und Tenor in homophonen Terz- und Sext-Parallelen. Es ist dreiteilig, wobei der dritte Teil kein da capo des ersten ist, sondern in schnellem 3/8-Takt schließt.
Der erste Choral (Nr. 3) ist ein vierstimmiger Satz der Melodie zu Werde munter, mein Gemüte von Johann Schop (1642), die als Bearbeitung für die Kantate Herz und Mund und Tat und Leben mit der Textzeile Jesus bleibet meine Freude weltberühmt wurde und die Bach als Nr. 40 in seiner Matthäus-Passion parodierte. Der Schlusschoral ist ein vierstimmiger Satz von Andreas Hammerschmidts Melodie zu Meinen Jesum laß ich nicht (1658), die Bach ebenfalls in den Kanten BWV 70, 157, vor allem aber in der gleichnamigen Choralkantate BWV 124 bearbeitete.

## Einspielungen
- Die Bach Kantate Vol. 21, Helmuth Rilling, Gächinger Kantorei, Bach-Collegium Stuttgart, Ann Murray, Aldo Baldin, Walter Heldwein, Hänssler 1978
- J.S. Bach: Das Kantatenwerk - Sacred Cantatas Vol. 8, Nikolaus Harnoncourt, Tölzer Knabenchor, Concentus Musicus Wien, Paul Esswood, Kurt Equiluz, Thomas Hampson, Teldec 1985
- J.S. Bach: Complete Cantatas Vol. 9, Ton Koopman, Amsterdam Baroque Orchestra & Choir, Bernhard Landauer, Christoph Prégardien, Klaus Mertens, Antoine Marchand 1998
- Bach Cantatas Vol. 18: New York, John Eliot Gardiner, Monteverdi Choir, English Baroque Soloists, Michael Chance, James Gilchrist, Peter Harvey, Soli Deo Gloria 2000
- J.S. Bach: Cantatas Vol. 17, Masaaki Suzuki, Bach Collegium Japan, Robin Blaze, Gerd Türk, Peter Kooij, BIS 2001
- J.S. Bach: Cantatas for the Complete Liturgical Year Vol. 4, Sigiswald Kuijken, La Petite Bande, Elisabeth Hermans, Petra Noskaiová, Jan Kobow, Jan van der Crabben, Accent 2006
- Desire: J.S. Bach - Cantates, Marcel Ponseele, Il Gardellino, Caroline Weynants, Patrick Van Goethem, Marcus Ullmann, Lieven Termont, Passacaille 2008